# James Maurice Scott
Pour les articles homonymes, voir Scott.
James Maurice Scott, né le 13 décembre 1906 en Égypte et mort le 12 mars 1986 à Huntingdon, est un explorateur et écrivain britannique. 
Il nait en Égypte où son père est juge. Après avoir obtenu son diplôme de l'Université de Cambridge en 1928, il rejoint une expédition d'exploration au Labrador. Il sert dans le 5e bataillon de ski de la Garde écossaise. Il est surtout connu pour sa biographie de Gino Watkins et pour le roman Sea-Wyf and Biscuit (1955) qui a été filmé sous le nom de Sea Wife en 1957 avec Richard Burton et Joan Collins.

## Biographie
Né le 13 décembre 1906 en Égypte où son père était juge, il fait ses études au Fettes College et au Clare College de Cambridge. Il accompagne Gino Watkins lors de deux expéditions et écrit une biographie après la mort de Watkins en 1932. Il explore avec Alfred Stephenson et Martin Lindsay le Groenland de la côte du roi Frédérick VI (en), au sud du 66° N puis à l'ouest et au nord jusqu'à Holsteinsborg.
Membre de l'expédition britannique sur le mont Everest de 1933, il ne fait pas partie des seize choisis pour la tentative principale. En 1939, il rejoint le 5e bataillon de ski des Scots Guards dont il deviendra plus tard instructeur à l'école de formation des forces spéciales du château d'Inverailort dans les Highlands écossaises. Il termine la guerre en tant que commandant de l'école de guerre en montagne dans les Apennins et reçoit l'OBE en 1945. Après la guerre, il rejoint le British Council et travaille à Milan et à Belgrade jusqu'en 1948. Il fait partie du personnel de l'École de guerre en montagne des Apennins et travaille de 1948 à 1953 pour le Daily Telegraph.
Il se marie en 1933 avec Pamela Watkins, mariage dissous en 1958, puis avec Adriana Rinaldi. Il meurt le 12 mars 1986 à Huntingdon.

## Œuvres

### Sea-Wyf and Biscuit
Entre le 7 mars et le 21 mai 1951, une série de petites publicités énigmatiques parait dans les colonnes personnelles du Daily Telegraph, dans lesquelles « Biscuit » semble chercher à retrouver « Sea-Wyf » mais est découragé par « Bulldog ». Il y a de nombreuses spéculations publiques et le Daily Mirror réimprime l'ensemble des annonces le 26 mai.
Quatre ans plus tard, Scott publie Sea-Wyf and Biscuit, qui prétend être l'histoire complète derrière les publicités, décrivant l'épreuve de quatorze semaines de quatre survivants d'un cargo torpillé dans l'océan Indien. Il est difficile de savoir s'il s'agit, comme le soutient Scott, d'une histoire vraie qu'il a apprise de première main, juste assez romancée pour que les acteurs principaux ne soient pas identifiables, ou d'une histoire plausible inventée pour expliquer les petites publicités documentées, ou si Scott a créé toute l'histoire, en insérant lui-même les publicités afin de fournir une accroche au roman. Cette dernière possibilité est étayée par le fait que Scott est employé à l'époque dans une fonction de relations publiques au Daily Telegraph, chargé d'utiliser ses compétences créatives pour augmenter la diffusion du journal.

### Autres ouvrages
La production substantielle de Scott est également divisée entre fiction et non-fiction, la fiction étant partagée entre des livres pour adultes, notamment I Keep My Word, A Choice of Heaven, et pour enfants, tels que Cap Across the River et A Journey of Many Sleeps. La non-fiction comprend des biographies de Gino Watkins, Henry Hudson, Boadicée et George Sand, ainsi que des livres de voyage tels que A Walk Along the Apennins et des livres d'histoire tels que The Tea Story et The White Poppy. Au total, sa production s'élève à plus de quarante titres.

## Publications
- 1933 : The Land that God Gave Cain: an account of H. G. Watkins's expedition to Labrador, 1928–29, Chatto and Windus, réimpression Penguin, 1938.
- 1935 : Gino Watkins, Hodder and Stoughton, carte dessinée par C. E. Denny.
- 1936 : Snowstone, Hodder and Stoughton
- 1937 : The Silver Land, Hodder and Stoughton
- 1938 : The Land of Seals, Hodder and Stoughton
- 1939 : Unknown River, Hodder and Stoughton
- 1946 : The Other Side of the Moon, Hodder and Stoughton
- 1947 : The Pole of Inaccessibility, Hodder and Stoughton
- 1949 : The Will and the Way, Hodder and Stoughton
- 1949 : Cap Across the River, Hodder and Stoughton
- 1950 : The Black Joke, Hodder and Stoughton
- 1950 : The Bright Eyes of Danger, Hodder and Stoughton, cartes dessinées par Bip Pares.
- 1950 : Hudson of Hudson's Bay, Methuen, illustrations par Astrid Walford.
- 1950 : Vineyards of France, Hodder and Stoughton, peintures et dessins par Keith Baynes.
- 1951 : The Touch of the Nettle, Hodder and Stoughton
- 1953 : Portrait of an Ice Cap, Chatto and Windus
- 1953 : The Man Who Made Wine, Hodder and Stoughton
- 1953 : Captain Smith and Pocohontas, Methuen
- 1953 : Heather Mary, Hodder and Stoughton
- 1955 : Sea-Wyf and Biscuit, Heinemann ; au cinéma Sea Wife, 1957. Réimprimée par Pan Books avec des images du films en 1957.
- 1955 : The Other Half of the Orange, Heinemann
- 1955 : White Magic, Methuen
- 1957 : I Keep My Word, Heinemann. Editions américaine sous le titre The Lady and the Corsair, Dutton, 1958.
- 1959 : A choice of heaven, Heinemann
- 1962 : Where the River Bends, Heinemann
- 1964 : The Tea Story, Heinemann
- 1965 : The Book of Pall Mall, Heinemann
- 1966 : Dingo, Heineman
- 1967 : The Devil You Don't, Chilton
- 1969 : In a Beautiful Pea Green Boat, Chilton
- 1969 : From sea to ocean, Geoffrey Bles
- 1969 : The White Poppy: a History of Opium, Heinemann
- 1969 : George Sand, Heron
- 1969 : Boadicea, Heron
- 1971 : Fridtjof Nansen, Heron
- 1972 : Extel 100: the Centenary History of the Exchange Telegraph Company, Ernest Benn
- 1973 : A Walk Along the Apennines, Geoffrey Bles
- 1977 : A Journey of Many Sleeps, Chatto and Windus. Réimprimé sous le titre Desperate Journey, Hamlyn, en 1977.
- 1980 : Red Hair and Moonwater: short stories, Robert Hale Ltd.
- 1982 : Private life of polar exploration, Blackwood